# Жбир
Жбир — гора біля с. Ясенів Золочівського району, Львівської області, на низькогірному пасмі Вороняки Подільської височини.

## Назва
Назва походить від діалектного слова, яке означає «скеля», «гора», «узвишшя».

## Історія
У 1991 році з ініціативи львівського «Студентського братства» на горі Жбир було споруджено Пам'ятник-обеліск українським воякам дивізії «Галичина» які полягли під час другої світової війни. Проте через декілька днів його було підірвано. І на горі була символічна могила з березовим хрестом. Відновлювальні роботи почалися за ініціативи Юрія Ференцевича, відкриття нового пам'ятного знака відбулося 20 липня 2008 року за участю ВО «Свобода», члени якого входили до складу оргкомітету зі спорудження пам'ятника. В урочистостях взяв участь голова ВО «Свобода» Олег Тягнибок, заступник голови ВО «Свобода» Олег Панькевич та голова ЛОО ВО «Свобода» Ірина Сех.
Сюди приїздять ушанувати полеглих ветерани дивізії  СС «Галичина».